# Slag bij Tusculum
De Slag bij Tusculum (ook bekend als Slag bij Monte Porzio of Slag bij Frascati) was een militair conflict in het kader van de Italië-politiek van de rooms-Duitse keizer Frederik I Barbarossa tussen keizerlijke troepen en troepen van de commune van Rome op 29 mei 1167. Het vond plaats bij de ruïnes van Tusculum in Lazio;  Monte Porzio Catone of Frascati zijn plaatsjes in de buurt. 
De beide voor de keizer strijdende aartsbisschoppen Christiaan van Mainz en Reinald van Dassel slaagden erin de, getalsmatig vermoedelijk superieure, troepen van de stad Rome met inbegrip van hun bondgenoten een beslissende nederlaag toe te brengen. De troepen van de stad Rome hadden volgens de bronnen grote verliezen geleden, terwijl de keizerlijke troepen talrijke gevangenen hadden gemaakt. De keizer vernam de zege van beide aartsbisschoppen, terwijl hij zelf de stad Ancona belegerde.
Ondanks dit militair succes zou de vierde Italiëtocht van de keizer in een catastrofe eindigen, toen het keizerlijke leger kort daarop door een malaria-uitbraak sterk gedecimeerd werd. Onder de doden bevond ook de reeds vermelde Reinald van Dassel, een van de meest naaste raadsmannen van de keizer. De keizer geraakte zelf in het nauw, toen de troepen van de hem vijandig gezinde Italiaanse communes zich verenigden, zodat Frederik ten slotte Italië moest ontvluchten.